# Der Aktionär
Der Aktionär ist ein Börsenmagazin, das von der Börsenmedien AG aus Kulmbach herausgegeben wird. Im Jahr 1994 unter dem Namen Bulle und Bär gegründet, erschien das Magazin 1996 erstmals unter dem Namen Der Aktionär. Damals noch monatlich veröffentlicht, wird der Aktionär seit dem Jahr 2000 wöchentlich publiziert.

## Inhalt
Jede Woche erklärt und analysiert die Redaktion Aktien, Fonds, Anleihen, ETFs, Zertifikate, Optionsscheine, Rohstoffe, Edelmetalle und Kryptowährungen. Der Aktionär gibt konkrete Handlungsempfehlungen für Einsteiger und selbst entscheidende Privatanleger. Zudem beleuchtet die Redaktion Anlagestrategien bekannter Börsenprofis und entwickelt eigene Handelsstrategien für systematische Investments. Musterdepots ergänzen das redaktionelle Angebot. Im Vordergrund steht immer der Nutzwert für die Leser. Der Aktionär ist Pflichtblatt an allen deutschen Börsen.
Mit Der Aktionär Online setzt der Aktionär das Konzept des Print-Magazins im Internet fort. Den Schwerpunkt bilden konkrete Kauf- oder Verkaufsempfehlungen sowie die Einschätzung aktueller Nachrichten. Der Aktionär Online wird von der AGOF gemessen und zählt über vier Millionen Unique User (Stand: März 2020). Die Internet-Seite ist Bestandteil des Business&More-Vermarktungsnetzwerks, einem Produkt der netzathleten.net GmbH, einer hundertprozentigen Tochter von IP Deutschland.

## Personalie
Herausgeber des Aktionärs ist der Kulmbacher Unternehmer Bernd Förtsch.
Im Jahre 2002 geriet das Magazin vorübergehend in den Fokus der Staatsanwaltschaft. Gegen den ehemaligen Chefredakteur Sascha Opel (1999–2000) wurde wegen Insiderhandels ermittelt. Der Herausgeber Bernd Förtsch, gegen den ebenfalls eine Untersuchung eingeleitet wurde, konnte sämtliche Verdachtsmomente gegen sich ausräumen.
Opel wurde von Olaf Hordenbach abgelöst, der das Amt des Chefredakteurs bis 2007 bekleidete. Von 2007 bis 2010 wurde die Redaktion von Michael Lang geleitet. Im Anschluss übernahm ab dem 1. August 2010 Frank Phillipps die Rolle des Chefredakteurs des Aktionärs. Ab 1. Januar 2012 wurde Markus Horntrich neuer Chefredakteur, der bis dahin das Aktien-Ressort leitete. Vom 1. April 2019 bis November 2024 war Leon Müller Chefredakteur. Zuvor war der Finanzjournalist bereits in verschiedenen Positionen für die Börsenmedien AG tätig, unter anderem als Redaktionsleiter beim Deutsches Anleger Fernsehen und von 2017 bis 2018 als Chefredakteur beim Monatsmagazin Der Anleger. Stellvertretender Chefredakteur ist wie schon zu Horntrich-Zeiten Martin Weiß.

## Auflage
Im dritten Quartal 2007 lag die Auflage des Magazins bei etwa 42.000 verkauften Exemplaren. Aktuell hat es eine wöchentliche verbreitete Auflage von  Exemplaren und ist laut der Informationsgemeinschaft zur Feststellung der Verbreitung von Werbeträgern (IVW) das am Kiosk umsatzstärkste Magazin in diesem Segment.
Im ersten Jahresviertel 2020 wurden im Schnitt 12.367 Exemplare verkauft. Der E-Paper-Einzelverkauf lag im Schnitt bei 1.535 Exemplaren.

## Weiteres
Von 2005 bis 2007 war der Aktionär mit Der Aktionär TV auf N24 vertreten. Nach zwei Jahren Pause wurde dieses Sendeformat beim Deutschen Anleger Fernsehen (DAF) wieder aufgegriffen. Die Aktionär TV AG ist ein hundertprozentiges Tochterunternehmen der Kulmbacher Börsenmedien AG.
Am 18. Dezember 2019 erschien das „Jahrbuch 2020“, das den Auftakt der Aktionär-Edition bildete. Das 218-seitige Jahrbuch sollte Anlegern als Wegweiser für das Jahr 2020 dienen und den langfristigen Charakter erfolgreicher Geldanlage zeigen.